# Gál István (bányamérnök)
Gál István (Szirmabesenyő, 1917. április 24. – Tatabánya, 1979. december 28.) bányamérnök, közgazdász, vállalati gazdasági vezető, MDP-, majd MSZMP-funkcionárius. 1953-tól haláláig a Tatabányai Szénbányák Vállalat vezérigazgatója, Kossuth-díjas (1961).

## Életpályája
1917-ben született a Borsod vármegyei Szirmabesenyőn. 1945 előtti életéről nincs információ.
1945–1953 között a Kereskedelem- és Közlekedésügyi Minisztérium felügyelete alá tartozó Külkereskedelmi Hivatalban, a Tüzelõanyag-kereskedelmi Vállalatnál (TÜKER), a Magyar Állami Szénbányák Vállalat (a későbbi Magyar Szénbányászati Tröszt) tatabányai központjában, valamint a Bánya- és Energiaügyi Minisztériumban dolgozott.
1953-54 között a Gazdasági és Műszaki Akadémián tanult. 1953-ban kinevezték a Tatabányai Szénbányák Vállalat (a későbbi Tröszt egyik vállalata) vezérigazgatójává. Szervező munkával, az érdekeltségi rendszer feljavításával jelentősen növelni tudta a vállalat termelését. 1953. december 31-én a tatabányai szénbányászok 109,4%-ra teljesítették az éves tervet, a bányavállalat dolgozói kollektívája megkapta a Munka Vörös Zászló Érdemrendjét és a Szakszervezetek Országos Tanácsától a SZOT-vándorzászlót is. 1954-ben Gált beválasztották az MDP megyei pártbizottságába, a végrehajtó bizottság tagjai közé is.
Az 1956-os forradalom idején szembefordult a sztrájkot szervező munkástanáccsal, és repülőgépről leszórt röplapokon mozgósította a bányászokat a vízmentesítő szivattyúk üzemeltetésére, az elhagyott bánya vízelöntésének megakadályozására. A tatabányai városi katonatanács letartóztatta, sztrájktörés vádjával. Október 29-én a bányászok egy része felvette a munkát, hogy a közintézmények és kórházak szénellátását biztosítani lehessen. November 1-jén Gált szabadon engedték, és elmenekült Tatabányáról. November 5-én a szovjet csapatok megszállták a várost. December 5-re a tatabányai és oroszlányi bányákban az új hatalom helyreállította a széntermelést. Ezen a napon a forradalmi munkás-paraszt kormány határozattal megszüntette a forradalmi bizottságokat. A minisztérium ismét Gált küldte igazgatónak Tatabányára, de a tröszt munkástanácsai visszautasították megválasztását. Az ellenséges hangulatot érzékelve Gál ismét elmenekült a városból. December 29-én a Tatabányai Szénbányászati Tröszt tanácstermében tartott tanácskozáson (ahol Gál is jelen volt) a résztvevők titkos szavazáson – a minisztérium követelését visszautasítva – Gál személyét 36:13 arányban leszavazták. Ő azonban közölte, hogy ignorálja a szavazás eredményét és új igazgató megválasztásáig a helyén marad. Másnap hajnalban, december 30-án a helyi és a vállalati munkástanácsok vezetőit, köztük Solymos Mihály és Esztó Zoltán főmérnököket is letartóztatta a rendőrség. Néhány nap múlva, 1957. január 4-én, már a letartóztatott munkástanácsi vezetők nélkül megtartott újabb szavazáson nagy többséggel a minisztérium jelöltjét, Gált szavazták meg igazgatónak.
A következő években technológiai fejlesztésekkel jelentősen növelni tudta a bányavállalat termelését. 1959-ben mérnök-közgazdászi oklevelet szerzett a Marx Károly Közgazdaságtudományi Egyetemen. 1962-ban doktori disszertációt gyújtott be a Miskolci Nehézipari Műszaki Egyetem Bányamérnöki karához, „A teljesítmények emelésének szükségessége és lehetőségei a magyar szénbányászatban”  címmel. Sikeres védés nyomán „cum laude” minősítéssel műszaki doktori címet kapott.
Eredményeket ért el a magyar szénvagyon kutatásának és feltárásának, a széndúsítási és iszapolási eljárások fejlesztésében. Publikációi a Bányászati és Kohászati Lapok c. szakfolyóiratban jelentek meg. Sokat tett Tatabánya város fejlesztéséért, bányászlakások építéséért, a bányászok élet- és munkakörülményeinek javításáért. 1961-ben vezetői munkásságáért a kormánytól megkapta a Kossuth-díj II. fokozatát. Az új gazdasági mechanizmus meghirdetésének előestéjén, 1967-ben megszerezte vállalata számára az önálló külkereskedelmi jogot. 1977-ben Tatabánya díszpolgárává választották. 1979-ben hunyt el Tatabányán. A budapesti Kozma utcai izraelita temetőben nyugszik (5B-2-26).
A tatabányai Gál István lakótelep 1980 óta az ő nevét viseli. Születésének 70. évfordulóján, 1987. április 25-én e lakótelep 532-536 számú lakótömbjének falán – az akkori MSZMP pártbizottsági iroda falán – ünnepélyesen leleplezték emléktábláját, melynek bronz plakettjét Varga Imre szobrászművész készítette.